# Willem Heda
Willem Claeszoon Heda (Haarlem, 14 de desembre de 1594 - c. 1680) (escrit habitualment com Willem Claesz. Heda i més conegut com a Willem Heda) va ser un dels primers artistes holandesos dedicats de manera pràcticament exclusiva a les pintures de natura morta, encara que a la seva primera època va pintar algun retrat i pintures religioses.
Des de 1631 va formar part del gremi de Sant Lluc. Era un home que va gaudir de reputació a la seva ciutat natal, exercint diversos càrrecs en la junta directiva des de 1637, va gaudir de la confiança de la «gilde» de Haarlem (antic gremi de mercaders).

## Obra
Sovint se'l confon amb Pieter Claesz, també pintor de natures mortes. Era contemporani i camarada de Dirck Hals, afí a ell, pel que fa al toc pictòric i execució tècnica. Però Heda tenia un acabat més delicat que Hals, mostrant considerable habilitat i gust en els atuells i el colorit de les seves tasses i gerres. Amb exquisida sensibilitat capta els difícils reflexos a tota mena de superfícies: des dels metalls preciosos als ordinaris. Són natures mortes típicament holandeses, amb molt pocs elements ordenats de manera simple: restes d'un pastís, un got de vi mig buit, fruites a mig pelar, gerres d'estany, closques de nous. No acostumen a ser taules repletes de menjar abundants, sinó més aviat presenten restes de dinars frugals, que inviten a reflexionar sobre la fugacitat dels plaers humans. Així i tot, presenta imatges apetitoses amb delicadeses com a ostres sobre rics plats, i rara vegada sense la seva rodanxa de llimona, pa, escumós, de color d'oliva i rebosteria. També els més trivials menjars resulten encantadors, amb les seves llenques de pernil, pa, nous i cervesa.

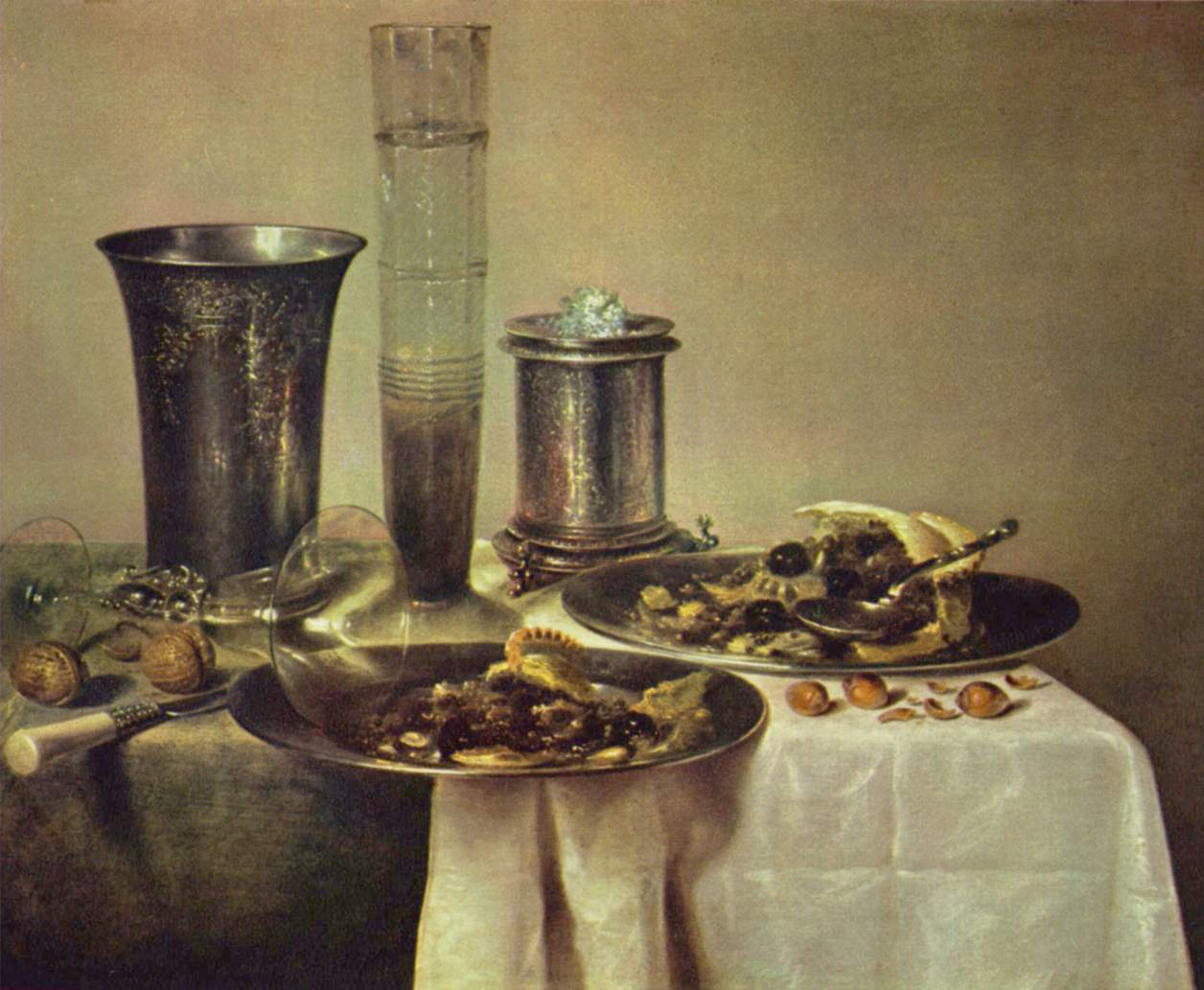
Natura morta (1637) al Museu del Louvre

Són escenes límpides que tendeixen a la qualitat monocroma, en tons sobris com: groc daurat, el castany, el verd, el gris i un blanc platejat. A la pintura holandesa de la seva època es diferenciava entre "Ontbijte" (la taula de l'esmorzar) i "Banketje" (la taula del berenar); els investigadors parlen, amb referència a la seva obra, de "banketjes monocroms".
Les seves primeres obres mestres, com la datada el 1623 i que es troba en l'Alte Pinakothek de Múnic, és tan casolana com l'última de 1651 en la galeria Liechtenstein de Viena. Un dinar més luxós és L'esmorzar en la galeria d'Augsburg, datat el 1644.
La major part de les seves obres es troben a Europa, principalment en les galeries de pintures de París (Natura morta), Parma, Gant, Darmstadt, Gotha, Múnic i Viena. A Espanya el Museu del Prado posseeix tres de les seves natures mortes, mentre que al Museu Thyssen-Bornemisza, també de Madrid, es mostra una Natura morta amb pastís de fruites i diversos objectes, 1634, pintura a l'oli sobre taula.
Sembla que va influir considerablement en el jove Frans Hals.